# 西藏指镖水蚤
西藏指镖水蚤（学名：Acanthodiaptomus tibetanus）为镖水蚤科指镖水蚤属的动物。分布于俄罗斯、芬兰以及中国大陆的西藏、青海等地，一般生活于海拔4100-4400米的高原湖泊中。